# Viola Richard
Viola Richard (* 26. Januar 1904 in Hamilton, Ontario, Kanada; † 28. Dezember 1973 in Riverside, Kalifornien) war eine amerikanische Filmschauspielerin, die zwischen 1926 und 1935 aktiv war und unter anderem achtmal in Kurzfilmen von Laurel und Hardy mitgewirkt hat.

## Filmkarriere
Erstmals stand Viola Richard in dem 1926 uraufgeführten Stummfilm Exclusive Rights vor der Kamera. Danach spielte sie mehrfach an der Seite von Stan Laurel und Oliver Hardy in den Kurzfilmen Why Girls Love Sailors, With Love And Hisses, Sailors, Beware!, Do Detectives Think?, Leave 'em Laughing, Flying Elephants, Should Married Men Go Home? und Tit for Tat.
Außerdem spielte sie in den Jahren 1927 und 1928 zweimal an der Seite von Charley Chase und viermal mit Max Davidson.

## Filmografie
- 1926: Exclusive Rights
- 1927: Laurel und Hardy: Why Girls Love Sailors (Kurzfilm)
- 1927: What Women Did for Me (Kurzfilm)
- 1927: Laurel und Hardy: With Love And Hisses (Kurzfilm)
- 1927: Laurel und Hardy: Sailors, Beware! (Kurzfilm)
- 1927: Love 'em and Feed 'em (Kurzfilm)
- 1927: Laurel und Hardy: Die Rache des Raubmörders (Do Detectives Think?, Kurzfilm)
- 1927: Never the Dames Shall Meet (Kurzfilm)
- 1928: Laurel und Hardy: Leave 'em Laughing (Kurzfilm)
- 1928: Dumb Daddies (Kurzfilm)
- 1928: Laurel und Hardy: Flying Elephants (Kurzfilm)
- 1928: Came the Dawn (Kurzfilm)
- 1928: Blow by Blow (Kurzfilm)
- 1928: Limousine Love (Kurzfilm)
- 1928: Dick und Doof spielen Golf (Should Married Men Go Home?, Kurzfilm)
- 1935: The Line-Up (Kurzfilm)
- 1935: Laurel und Hardy: Die besudelte Ehre (Tit for Tat, Kurzfilm)
- 1935: Sprucin’ Up (Kurzfilm)